# DJ TECHNORCH
DJ TECHNORCH（ディージェイ・テクノウチ、本名：山下 泰、3月3日 - ）は、日本のDJ、作曲家。

## 概要
作曲家としてはbeatmania IIDX等、コナミデジタルエンタテインメントの音楽ゲームに楽曲を提供していることが有名。L.E.D.とのトークセッションで、音楽を作り始めたきっかけはbeatmaniaに収録された「HELL SCAPER」に感銘を受けたことであると公言している。また、BMSを発表していたことでも知られる。
レイヴミュージックを好み、オールドスクール・ヒップホップやハードコアテクノのサブジャンルのひとつであるフリーフォーム、シュランツなどにガバの要素を複合した楽曲を多数発表している。自身が発表する楽曲のジャンルとして『〜（基本のジャンル）meets GABBA』を名乗ることがある。過去にはトランスコアに傾倒していた。
ニコニコ動画用の名義として『123123（ウタカネヒフミ）』がある。
DJとしては、ボイスチェンジャーを使用してフロアのオーディエンスを煽るライブパフォーマンスが恒例になっている。
その他、初音ミクやJ-Coreなどの日本の同人音楽シーンを解説した著書『読む音楽』の出版をはじめとする執筆活動も行っている。

## 来歴
2003年にHARDCORE TANO*Cの立ち上げメンバーの1人として、『GOTHIC SYSTEM』を発表。2005年にコミックマーケットで1stアルバム『GOTHIC SYSTEM』を発売し、以後精力的に活動を行うも精神的な不調が続き2009年に脱退。
2007年にはアメリカを拠点とするブレイクコアのレーベル「Cock Rock Disco」に加入。
また、同年にはbeatmania IIDXへ楽曲を提供する。クローンゲームであるBMSを発表していたことで知られるアーティストが本家本元であるbeatmania IIDXへ楽曲を提供したことは話題を呼んだ。
2008年に発売されたリミックスアルバム『BOSS ON PARADE REMIXES 〜DJ TECHNORCH meets XXX〜』には、LUNA-CやBONG-RAを始めとした海外のアーティストがリミキサーとして参加した。

## 楽曲提供

### beatmania IIDX
- KAMAITACHI[注釈 1]
- METALLIC MIND[注釈 1]
- MENTAL MELTDOWN[注釈 2]
- HELL SCAPER -Last Escape Remix-[注釈 1]
- BRAINSTORM[注釈 3]
- Sol Cosine Job 2
- 廿
- Ｘ↑Ｘ↓
- 真 地獄超特急 -HELL or HELL-[注釈 4]
- 東京神話[注釈 5]
- 金野火織の金色提言[注釈 6]
- 閠槞彁の願い[注釈 7]

### BMS
- GOTHIC SYSTEM(Original Mix)
- axs

### DanceDanceRevolution
- 888
- 最小三倍完全数 [注釈 8][1]

## ディスコグラフィー
| タイトル                                          | 年度   |
| ------------------------------------------------- | ------ |
| GOTHIC SYSTEM 〜Trancecore meets Gabber〜         | 2005年 |
| BOSS ON PARADE 〜XXX meets GABBA〜                | 2007年 |
| BOSS ON PARADE REMIXES 〜DJ TECHNORCH meets XXX〜 | 2008年 |
| 内閣総理大臣賞 〜HARDCORE TECHNO POP〜            | 2011年 |
| 内閣総辞職 ～Watashitachi～                       | 2011年 |
| I Wanna Be A Happy                                | 2012年 |
| The Best Of Technorch 2003-2013                   | 2013年 |
| 完全健康体 〜Strong Anthropic Principle〜         | 2016年 |

| タイトル                                                        | 年度   |
| --------------------------------------------------------------- | ------ |
| BOSS ON PARADE OUT-SIDE Remixes                                 | 2010年 |
| 反復回転時計 〜RUNNING COST〜                                   | 2010年 |
| 無明ヶ丘危険地帯 〜ATARAXIA〜                                   | 2010年 |
| 少女In ～Virgin In～                                            | 2011年 |
| 中 〜CENTRISM〜                                                 | 2011年 |
| Mind Of Mind                                                    | 2012年 |
| 圧倒的多幸感 〜My Gabber Is Your Gabba Is Your Gabber Is Mine〜 | 2012年 |
| すごいきもちいい 〜Feeling Mega-Good!〜                         | 2014年 |
| 円                                                              | 2017年 |